# ريان فرانس
ريان فرانس (بالإنجليزية: Ryan France)‏ (13 ديسمبر 1980 بشفيلد في المملكة المتحدة - ) هو لاعب كرة قدم بريطاني في مركز الوسط. لعب مع شيفيلد يونايتد وهال سيتي وAlfreton Town F.C. ‏.

## وصلات خارجية
- ريان فرانس على موقع قاعدة بيانات كرة القدم.إي يو (الإنجليزية)
- ريان فرانس على موقع Soccerbase.com (لاعب) (الإنجليزية)
- ريان فرانس على موقع عالم كرة القدم.نت (الإنجليزية)